# Mitsubishi Ralliart WRT

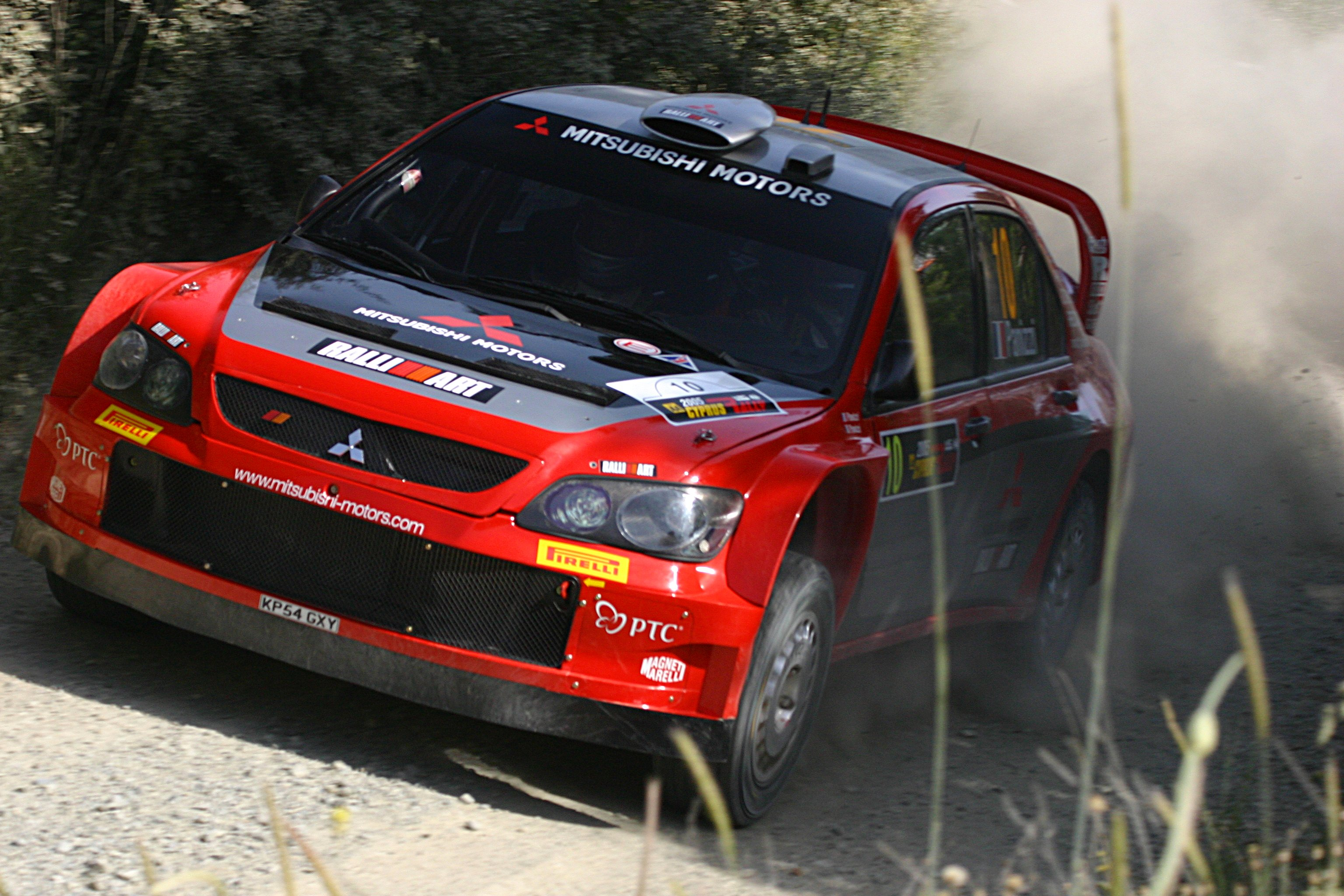
Mitsubitshi Lancer Evo IV WRC de Panizzi en el Rally de Chipre de 2005.

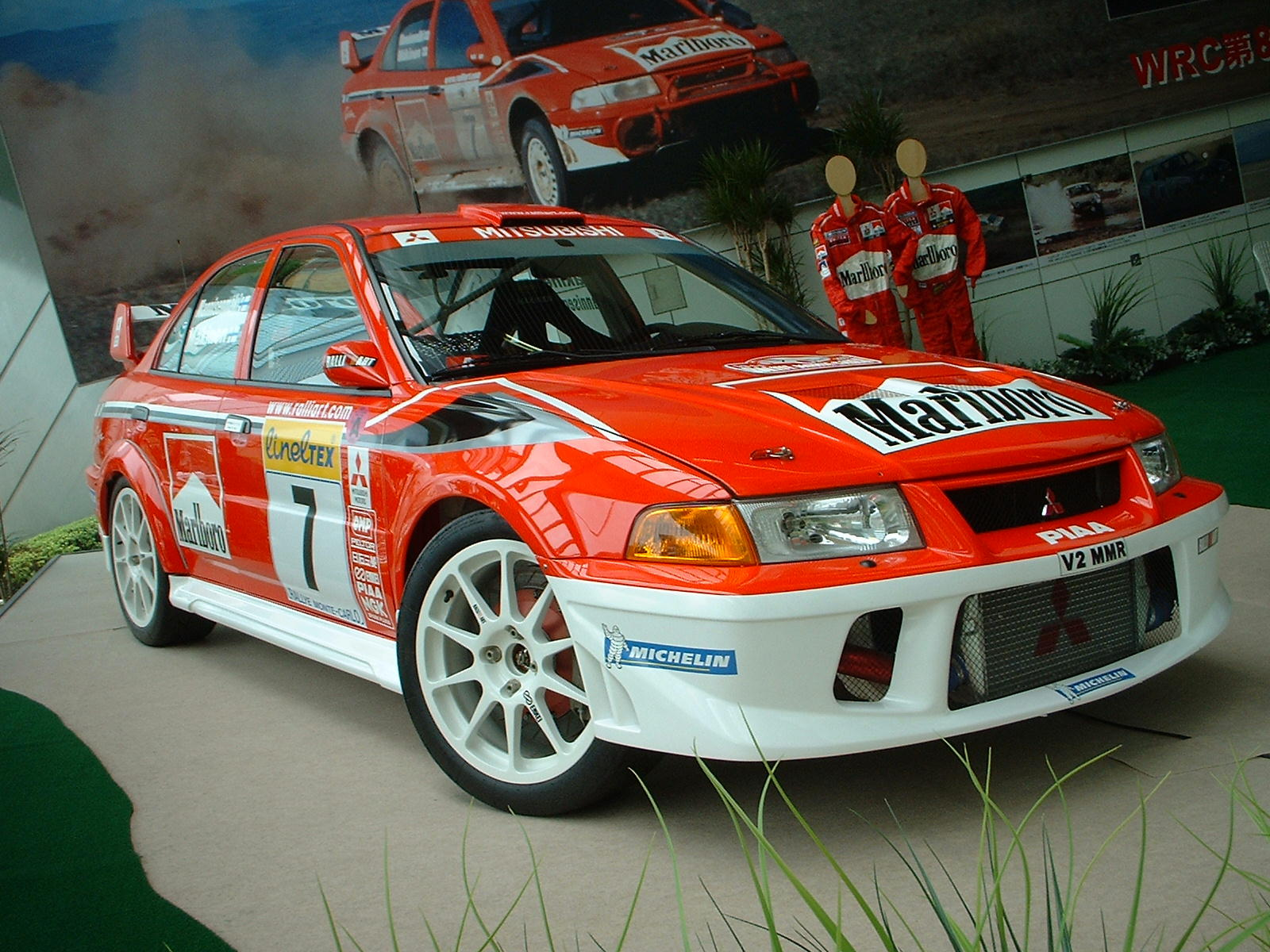
Mitsubishi Lancer Evo VI perteneciente al grupo A de Tommi Mäkinen.

Mitsubishi Ralliart World Rally Team fue el equipo oficial de Mitsubishi que compitió en el Campeonato Mundial de Rally desde 1982 hasta 2005. A lo largo de los años el nombre ha variado generalmente por el patrocinador principal, por lo que el equipo también ha sido conocido como: Mitsubishi Motors Motor Sports, Mitsubishi Motors Motor Sports MMSP, Marlboro Mitsubishi Ralliart, Mitsubishi Ralliart Team Europe, Mitsubishi Ralliart, Mitsubishi Ralliart Europe.
La marca ha participado en el mundial a través de su filial europea Ralliart con sede en Rugby (Inglaterra).
Su piloto Tommi Mäkinen ganó cuatro campeonatos de pilotos entre 1996 y 1999, y el equipo obtuvo el título de constructores en 1998 con la colaboración de Richard Burns. Más tarde se unieron al equipo Freddy Loix, Gilles Panizzi y Harri Rovanperä entre otros.

## Resultados
Campeonato de Constructores
| Temporada | 73   | 74   | 75   | 76   | 77  | 78   | 79   | 80   | 81   | 82  | 83   | 84   | 85 | 86 | 87 | 88   | 89  | 90  | 91  | 92  | 93  | 94 | 95  | 96  | 97  | 98  | 99  | 00  | 01  | 02  | 03 | 04  | 05  |
| --------- | ---- | ---- | ---- | ---- | --- | ---- | ---- | ---- | ---- | --- | ---- | ---- | -- | -- | -- | ---- | --- | --- | --- | --- | --- | -- | --- | --- | --- | --- | --- | --- | --- | --- | -- | --- | --- |
| Resultado | 17.º | 11.º | 11.º | 10.º | 9.º | 13.º | 13.º | 15.º | 14.º | 8.º | 16.º | 16.º | -  | -  | -  | 14.º | 4.º | 3.º | 3.º | 5.º | 4.º | -  | 2.º | 2.º | 3.º | 1.º | 3.º | 4.º | 3.º | 6.º | -  | 5.º | 5.º |

## Temporadas y pilotos
| Temporada                       | Piloto            | Vehículo                                         | Victorias | Posición final | Campeo. Construc. |
| ------------------------------- | ----------------- | ------------------------------------------------ | --------- | -------------- | ----------------- |
| Mitsubishi Motors Motor Sports  |                   |                                                  |           |                |                   |
| 2005                            | Harri Rovanpera   | Mitsubishi Lancer WRC05                          | 0         | 7.º            | 5.º               |
| 2005                            | Gigi Galli        | Mitsubishi Lancer WRC05                          | 0         | 11.º           | 5.º               |
| 2005                            | Gilles Panizzi    | Mitsubishi Lancer WRC05                          | 0         | 15.º           | 5.º               |
| 2004                            | Gilles Panizzi    | Mitsubishi Lancer WRC04                          | 0         | 13.º           | 5.º               |
| 2004                            | Gigi Galli        | Mitsubishi Lancer WRC04                          | 0         | 15.º           | 5.º               |
| 2004                            | Kristian Solberg  | Mitsubishi Lancer WRC04                          | 0         | -              | 5.º               |
| 2004                            | Dani Solá         | Mitsubishi Lancer WRC04                          | 0         | 21º            | 5.º               |
| Marlboro Mitsubishi Ralliart    |                   |                                                  |           |                |                   |
| 2002                            | Francois Delecour | Mitsubishi Lancer WRC                            | 0         | -              | 6.º               |
| 2002                            | Alister McRae     | Mitsubishi Lancer WRC                            | 0         | 15.º           | 6.º               |
| 2002                            | Jan Paasonen      | Mitsubishi Lancer WRC                            | 0         | -              | 6.º               |
| 2001                            | Tommi Mäkinen     | Mitsubishi Lancer WRC Mitsubishi Lancer Evo 6.5  | 3         | 3.º            | 3.º               |
| 2001                            | Freddy Loix       | Mitsubishi Lancer WRC Mitsubishi Lancer Evo 6.5  | 0         | 13.º           | 3.º               |
| 2000                            | Tommi Mäkinen     | Mitsubishi Lancer Evo VI                         | 1         | 5.º            | 4.º               |
| 2000                            | Freddy Loix       | Mitsubishi Lancer Evo VI                         | 0         | 15.º           | 4.º               |
| 1999                            | Tommi Mäkinen     | Mitsubishi Lancer Evo VI                         | 4         | 1.º            | 3.º               |
| 1999                            | Freddy Loix       | Mitsubishi Lancer Evo VI                         | 0         | 8.º            | 3.º               |
| Mitsubishi Ralliart Team Europe |                   |                                                  |           |                |                   |
| 1998                            | Tommi Mäkinen     | Mitsubishi Lancer Evo V Mitsubishi Lancer Evo IV | 5         | 1.º            | 1.º               |
| 1998                            | Richard Burns     | Mitsubishi Lancer Evo V Mitsubishi Lancer Evo IV | 2         | 6.º            | 1.º               |
| Team Mitsubishi Ralliart        |                   |                                                  |           |                |                   |
| 1997                            | Tommi Mäkinen     | Mitsubishi Lancer Evo IV                         | 4         | 1.º            | 3.º               |
| 1997                            | Richard Burns     | Mitsubishi Lancer Evo IV                         | 0         | 7.º            | 3.º               |
| 1997                            | Uwe Nittel        | Mitsubishi Lancer Evo IV                         | 0         | 17.º           | 3.º               |
| Mitsubishi Ralliart             |                   |                                                  |           |                |                   |
| 1996                            | Tommi Mäkinen     | Mitsubishi Lancer Evo III                        | 5         | 1.º            | 2.º               |
| 1996                            | Richard Burns     | Mitsubishi Lancer Evo III                        | 0         | 9.º            | 2.º               |

## Vehículos
- Mitsubishi Lancer WRC
- Mitsubishi Galant
- Mitsubishi Lancer Evolution
- Mitsubishi Colt Lancer
- Mitsubishi Carisma GT
- Mitsubishi Starion Turbo